# The Walt Disney Studios
The Walt Disney Studios (bivši naziv: Buena Vista Motion Pictures Group (1998. - 2007.) je divizija Disney Entertainmenta, segmenta Walt Disney Companyja koji se bavi produkcijom dugometražnih filmova. Divizija, koja uključuje nekoliko studija, jedna je od vodećih holivudskih produkcijskih kuća, a sjedište joj je u Walt Disney Studiju u Burbanku u Kaliforniji. Diviziju predvodi Alan Bergman.
Walt Disney Studios, glavni studiji tvrtke, također dom televizijske produkcije i sjedišta tvrtke u Burbanku, Kalifornija, jedini su veliki holivudski studiji koji nikada nisu dopustili posjete javnosti. Do 2003. godine posjetiteljima Disney-MGM Studija bio je dopušten djelomični posjet studijima satelitske animacije u Orlandu na Floridi.

## Struktura tvrtke

### Produkcija

#### Igrani film
- Walt Disney Pictures
- Disneynature
- Marvel Studios
- Lucasfilm
  - Industrial Light & Magic
  - Skywalker Sound
- 20th Century Studios
  - 20th Digital Studio
  - 20th Century Family
- Searchlight Pictures

#### Animacija
- Walt Disney Animation Studios
- Pixar
- 20th Century Animation

### Disney Theatrical Group
- Disney Theatrical Productions
- (aka Disney on Broadway)
- Buena Vista Theatrical
- Disney Theatrical Licensing
- Disney Live Family Entertainment (DLFE)
  - Disney on Ice
  - Disney Live!
  - Walt Disney Special Events Group

### Walt Disney Studios Operations (Studio Services)
- Disney Studio Production Services
- Walt Disney Studios
  - Golden Oak Ranch
    - The Prospect Studios

  - KABC7 Studio B
- Disney Digital Studio Services

## Ukinute ili prodane divizije

### Produkcija

#### Igrani film
- Buena Vista Motion Pictures Group/Walt Disney Motion Pictures Group (1998. - 2006.), jedinica koja je nadzirala proizvodna poduzeća za igrane filmove (ugašena)
- Touchstone Pictures (1984. – 2010.), jedinica koja je distribuirala filmove namijenjene odrasloj publici. Ugašena 2016. godine
- Hollywood Pictures (1989. – 2001., 2006. – 2007.), produkcijski orijentirana jedinica za odraslu publiku; kasnije se nakratko reaktivirala kao oznaka za niskobudžetne žanrovske filmove.
- Caravan Pictures (1992. – 1999.), produkcijska jedinica, kasnije zamijenjena sporazumom sa Spyglass Entertainment.
- Miramax Films (1993. – 2010.) kupljena kao nezavisni studio 1993., djelovao je samostalno do 2009. godine, kada ga je osnovao Walt Disney Studios. Nastavio se koristiti kao distribucijska kuća sve dok nije prodan Filmyard Holdingsu 2010. godine.
- Dimension Films (1993. - 2005.), jedinica koja se bavila žanrovskim filmovima kupljenim zajedno s Miramaxom 1993. Godine 2005. braća Weinstein napustila su Disney kako bi osnovala tvrtku Weinstein.
- Fox 2000 Pictures (2019. – 2020.), jedinica studija 20th Century Studija usmjerena prema filmovima srednjeg budžeta.

#### Animacija
- Skellington Productions (1986. – 1996.)
- Disney Circle 7 Animation (2004. – 2006.)
- ImageMovers Digital (2007. – 2010.)
- Disneytoon Studios (2003. – 2018.)
- Blue Sky Studios (2019. – 2021.), kupljena skupa sa 21st Century Foxom.

### Televizija
- Walt Disney Television (1983. - 1994.), premještena pod kontrolom Walt Disney Television and Telecommunications.
- Touchstone Television, premještena pod kontrolu Walt Disney Television and Telecommunications, a kasnije preimenovana u ABC Studios.

### Distibucija i marketing
- Walt Disney Motion Pictures Group (1998. - 2001.) jedinica za distribuciju i marketing.
- Touchstone Pictures (2011. – 2016.), korištena kao oznaka za distribuciju DreamWorks filmova.
- Walt Disney Studios Home Entertainment (1978. – 2018.) premještena pod kontrolom Walt Disney Direct-to-Consumer & International, kasnije Disney Platform Distribution.
- Walt Disney Studios Motion Pictures (1953. – 2020.) premještena pod kontrolom Disney Platform Distribution.

### Glazbene oznake
- Disney Music Group (1956. – 2020.): premještena pod kontrolom Disney Platform Distribution.
  - Walt Disney Records
  - Hollywood Records

### Ostale
- Kingdom Comics (2009. - 2013.)
- The Muppets Studio (2006. – 2014.) premještena pod kontrolom Disney Consumer Products and Interactive Media.
- Fox VFX Lab (2019.), stečena zajedno s 21st Century Foxom.

## Vanjske poveznice
- Službena stranica